# Vonage
Vonage (произносится как /ˈvɑːnɪdʒ/) — сервис, обеспечивающий телефонную связь посредством передачи данных через компьютерные сети TCP/IP (сервис IP-телефонии). Действует в пределах США, Великобритании и Канады.

## Описание
Отличается от более известных сервисов (например, Skype) тем, что пользователь при первоначальной оплате услуг связи получает специальный адаптер — устройство, которое, будучи подключенным к обычному телефону и к выделенному каналу Интернет, позволяет использовать обычный телефон как IP-телефон. При этом у пользователя запрашивается точная информация о его адресе, которая используется для того, чтобы обеспечить перенаправление в местный call-центр 911 в случае вызова службы спасения с IP-телефона Vonage. Таким образом, сервис Vonage может являться полной альтернативой обычному телефону, так как позволяет совершать звонки и в службу 911 (что невозможно сделать через Skype).
Сам адаптер Vonage является по сути аппаратным IP-телефоном с функцией роутера и поддержкой двух телефонных линий.

## Тарифы
В рамках сервиса существует несколько тарифов на услуги связи, они отличаются стоимостью, а также набором оказываемых дополнительных услуг и объёмом исходящих вызовов, включенных в абонентскую плату. Имеются безлимитные тарифы, в том числе и тарифы, включающие международную связь по определенным направлениям в неограниченном объёме в абонентскую плату.
Сервисом Vonage можно пользоваться так же и с обычного персонального компьютера — существует официальное программное обеспечения для доступа к сети Vonage с персонального компьютера под управлением операционных систем семейства Windows — Vonage SoftPhone, а также Vonage Companion.
В настоящий момент сервисом Vonage не предусмотрена выдача так называемых toll-free (бесплатных для звонящего, в США 1-800-xxx-xxx) номеров. Эксперты отмечают высокую степень сходства выдаваемых Vonage номеров с обычными так называемыми «land-line» номерами («домашними» номерами, то есть телефонными номерами, коммутация которых осуществляется через наземные линии связи).